# Kim Jung-woo
Kim Jung-Woo (Seül, Corea del Sud, 9 de maig de 1982) és un futbolista sud-coreà. Va disputar 72 partits amb la selecció sud-coreana.